# Lichte citroenkorst
Lichte citroenkorst (Flavoplaca limonia) is een soort korstmos uit het geslacht Flavoplaca.

## Determinatie
Het thallus is lichtgeel van kleur, placodioid of dik. Aan de rand is het bijna schubvormig en wijkt dit af van het midden van het thallus. In het centrum zijn kleine sorediën. Apotheciën zijn vaak aanwezig. Deze hebben een diameter tot 1 mm en zijn geel. De apotheciumrand is lichtgeel en soredieus.
Met K+ toont het een rode kleurreactie.

## Ecologie
Hij groeit op steen, zoals op oude bakstenen en gele baksteen van paadjes bij kerken, kerkmuren of forten. Meestal onderaan op de muur dicht bij de grond waar hij soms ietwat overkruipt op het horizontale vlak. 

## Verspreiding
Hij komt voor in Europa met de grootste concentratie in Groot-Brittannië, Ierland, Nederland en Denemarken.  In Nederland komt hij vrij algemeen voor.